# Acolpenteron ureteroecetes
Acolpenteron ureteroecetes är en plattmaskart. Acolpenteron ureteroecetes ingår i släktet Acolpenteron och familjen Dactylogyridae. Inga underarter finns listade i Catalogue of Life.